# Хо Сон-те
Хо Сон-те (хангъл: 허성태, корейско произношение: [hʌ sʌŋ tɛ]; роден на 20 октомври 1977 г.) е южнокорейски актьор, участвал в над 60 филма и телевизионни предавания. Той постига национална слава като Ха Ил-су в историческия трилър от 2016 г. „Епохата на сенките“.

## Живот и кариера
Хо учи руски език в университета в Пусан, а след това работи в маркетинговия отдел на LG Corporation в Русия, където отговаря за продажбите на телевизионни продукти. По-късно работи и за Daewoo Shipbuilding & Marine Engineering, една от най-големите корабостроителни компании в Южна Корея.
Той започва актьорската си кариера през 2011 г. след участието си в шоуто за таланти Miraculous Audition. Оттогава участва в над 60 филмови продукции, предимно във второстепенни роли. Твърди обаче, че никога не е получавал професионални уроци по актьорско майсторство.
Той става известен на по-широка аудитория чрез ролята си на Ха Ил-Су в шпионския трилър „Ерата на сенките“ (2016).
Хо постига международна слава с ролята си на криминалния бос Чан Док-су в хитовия сериал на „Нетфликс“ „Игра на калмари“ (2021). Той печели наградата за най-добър актьор за изпълнението си на наградите за артисти на Азия през декември 2021 г.
Хо Сон-те признава, че е близък до руската култура и уважава историята на Русия, а изпълнението на „Журавли“ се превръща в своеобразен мост между народите за него.